# Uttlesford
Uttlesford is een Engels district in het shire-graafschap (non-metropolitan county OF county) Essex en telt 89.000 inwoners. De oppervlakte bedraagt 641 km².
Van de bevolking is 15,3% ouder dan 65 jaar. De werkloosheid bedraagt 1,7% van de beroepsbevolking (cijfers volkstelling 2001).

## Civil parishesin district Uttlesford
Arkesden, Ashdon, Aythorpe Roding, Barnston, Berden, Birchanger, Broxted, Chickney, Chrishall, Clavering, Debden, Elmdon, Elsenham, Farnham, Felsted, Flitch Green, Great Canfield, Great Chesterford, Great Dunmow, Great Easton, Great Hallingbury, Great Sampford, Hadstock, Hatfield Broad Oak, Hatfield Heath, Hempstead, Henham, High Easter, High Roothing, Langley, Leaden Roding, Lindsell, Little Bardfield, Little Canfield, Little Chesterford, Little Dunmow, Little Easton, Little Hallingbury, Little Sampford, Littlebury, Manuden, Margaret Roding, Newport, Quendon and Rickling, Radwinter, Saffron Walden, Sewards End, Stansted Mountfitchet, Stebbing, Strethall, Takeley, Thaxted, Tilty, Ugley, Wenden Lofts, Wendens Ambo, White Roothing, Wicken Bonhunt, Widdington, Wimbish.